# Халфдан (нафтогазове родовище)
Халфдан — нафтогазове родовище у данському секторі Північного моря, станом на 2016 рік друге як за запасами нафти, так і за запасами газу родовище в історії Данії — 770 млн барелів та 38 млрд м³ відповідно.

## Загальний опис
Відкрите у 1999 році на глибині 2100 метрів під морським дном. Того ж року тут розпочався перший видобуток нафти.
Для розробки Халфдан встановлено 8 платформ, зібрані у 3 групи:
- Halfdan A — 19 експлуатаційних та 15 водонагнітальних свердловин, комбінована платформа, призначена для розміщення фонтанних арматур свердловин та обладнання  підготовки продукції (Halfdan DA), жила платформа (Halfdan DB) та факельна башта (Halfdan BC);
- Halfdan B — 22 експлуатаційних та 15 водонагнітальних свердловин, платформа з обладнанням для підготовки (Halfdan BD), дві плаформи для фонтанних арматур (Halfdan BA, BB) та жила платформа (Halfdan BC);
- дистанційно керована Halfdan C  - 10 експлуатаційних свердловин, підключених до платформи (Halfdan CA).
В процесі розробки використовуються пари із довгих горизонтальних експлуатаційних та водонагнітальних свердловин. Спеціально підібрані режими роботи останніх створюють протяжний водо-нафтовий фронт, що витісняє нафту до експлуатаційних свердловин. Вода для закачування у пласт постачається з родовища Дан.
Видобута нафта транспортується на платформу родовища Gorm через 350 мм трубопровід, видобутий газ відправляється по газопроводу діаметром 600 мм до процесингового центру, розташованого на родовищі Тіра.
Пік видобутку нафти на родовищі Халфдан спосерігався у 2005 році, коли вона перевищила 100 тисяч барелів на добу. У 2015 році цей показник впав нижче 60 тисяч барелів. Пік видобутку газу з показником 3,5 млрд м³ прийшовся на 2009 рік. За кілька років після цього видобуток сильно скоротився до менш ніж 1,5 млрд м³, хоча це все рівно складало приблизно 30 % від загального данського виробництва газу.